# Arminda appenhageni
Arminda appenhageni är en insektsart som beskrevs av Günther Enderlein 1929. Arminda appenhageni ingår i släktet Arminda och familjen gräshoppor. Inga underarter finns listade i Catalogue of Life.